# Richard Blumenfeld
Richard Blumenfeld (* 22. Dezember 1863 in Berlin; † 25. August 1943 in Berlin-Frohnau) war ein deutscher Unternehmer.

## Leben
Als Sohn des Veltener Ofenfabrikanten Hermann Blumenfeld und dessen Ehefrau Käthe Blumenfeld geb. Hirschfeld wuchs er in Berlin auf, besuchte das Viktoria-Gymnasium zu Potsdam und arbeitete als Schüler im Chemischen Laboratorium von Direktor Langhoff.
Nach Beendigung seiner Schulzeit ging er nach Hamburg und trat als Lehrling in ein Hamburger Drogen-Ex- und -Import-Geschäft ein. Fünf Jahre verblieb er in dieser Firma als Ein- und Verkäufer und als Börsenvertreter. Danach trat er eine Stellung in einem Kommissionsgeschäft in Brăila (Königreich Rumänien) an, bis sein Vater ihn 1890 zur Leitung der Veltener Ofenfabrik zurückrief.

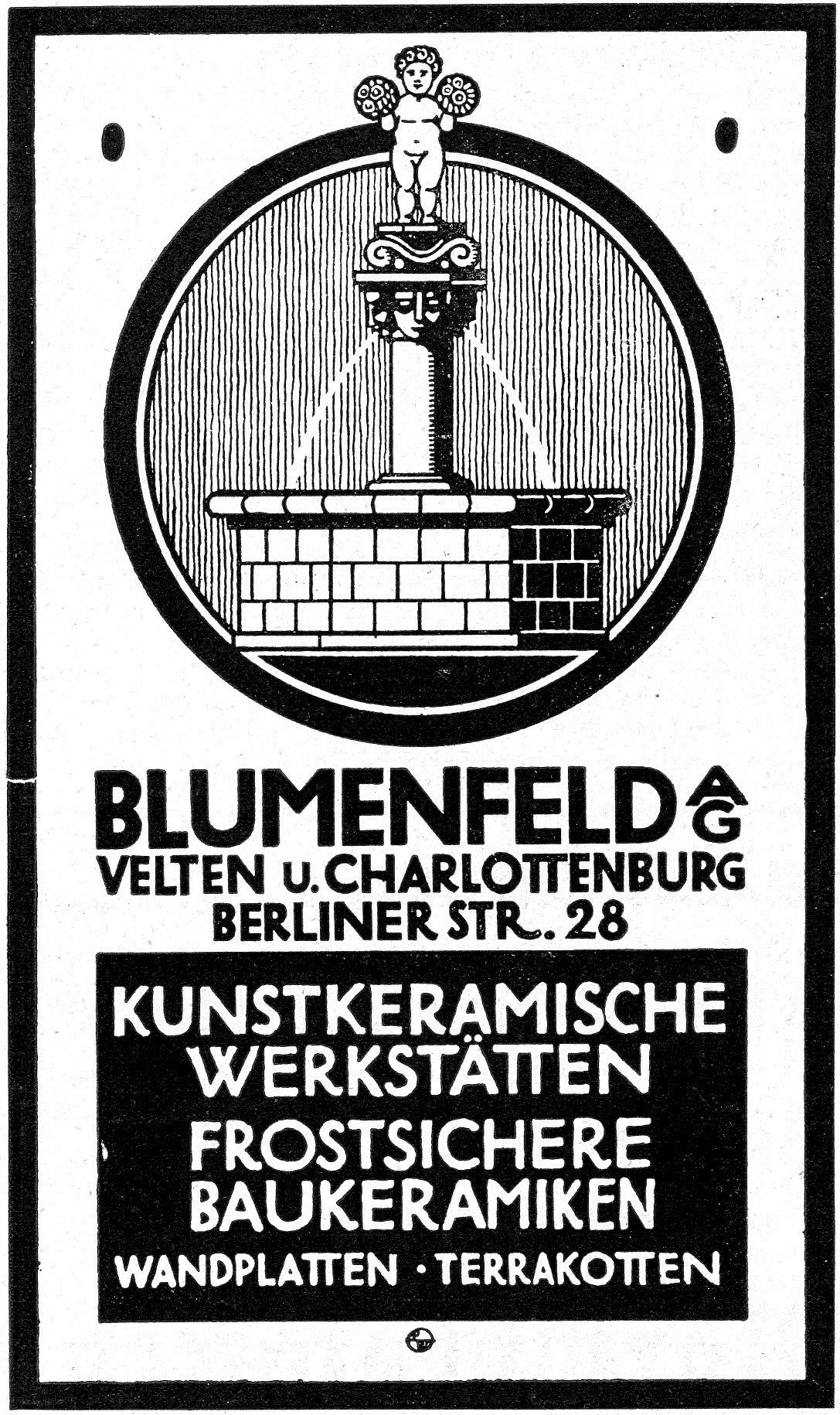
Werbeanzeige der Blumenfeld AG von 1912

Seit 1890 war Richard Blumenfeld zusammen mit seinem Bruder Jean Blumenfeld (* 4. Dezember 1871 in Berlin; † 16. März 1927 in Berlin, verheiratet. mit Elise Richter aus Velten) als Direktoren der 1871 gegründeten Ofenfabrik tätig, die sein Vater zusammen mit dem Gesellschafter Treuherz seit 1884 leitete und die sich in der damaligen Friedrichstraße (heute Rosa-Luxemburg-Straße) in Velten befand. 1905 wurde die Ofen- und Keramikfabrik unter der Firma Richard Blumenfeld Veltener Ofenfabrik AG in eine Aktiengesellschaft umgewandelt. Das Unternehmen entwickelte sich unter der engagierten Leitung seines Direktors zum größten Tonwaren-Unternehmen in Velten. Der Grad der hochentwickelten technischen Ausstattung stellte es an die Spitze der Ofen-, Baukeramik- und Fliesenproduzenten. Die Produktpalette reichte von einfachen Kacheln und modernen Zierkacheln über Gefäß- und Zierkeramik bis hin zur Baukeramik für den Innen- und Außenbau.
Gefördert wurde insbesondere die Weiterentwicklung der Baukeramik durch den Architekten und Bildhauer John Martens, der von 1913 bis 1916 künstlerischer Leiter des Unternehmens war. Bekannte Architekten wie Walter Gropius, Bruno Möhring, der Weißenseer Stadtbaurat Carl James Bühring, Otto Rudolf Salvisberg, Erich Mendelsohn, Peter Behrens, Ludwig Mies van der Rohe, Hans Bernoulli und der Friedenauer Stadtbaurat Hans Altmann arbeiteten mit Bildhauern wie Paul Rudolf Henning, Richard Bauroth, Richard Kuöhl, Ludwig Isenbeck, Hans Schmidt, Walter Schmarje, Wilhelm E. Schade und Hans Schellhorn zusammen, die baukeramische Plastiken und plastischen Schmuck für zahlreiche öffentliche Gebäude und Wohnhäuser modellierten, der zum großen Teil dann von der Richard Blumenfeld Veltener Ofenfabrik AG gebrannt wurde. Reichsweit bekannt wurde das Unternehmen durch die Herstellung von mehrfarbig glasierten Keramikfliesen für die vom Architekten Alfred Grenander projektierten U-Bahnhöfe in Berlin, für die Keramikausstattung der von Max Taut und Bruno Taut projektierten Bauten (u. a. das Verbandshaus der Deutschen Buchdrucker, Berlin-Kreuzberg, Dudenstraße) und die Rekonstruktion der glasierten Keramikziegel des Ischtar Tores im Berliner Pergamonmuseum.
Wegen des großen Vertrauens, das Richard Blumenfeld bei anderen Kaufleuten und Unternehmern genoss, wurde er in die Handelskammer zu Potsdam gewählt. Durch den Vorstand der Handelskammer wurde er als Handelsrichter vorgeschlagen. Diese ehrenamtliche Tätigkeit übte er 25 Jahre als Handelsgerichtsrat beim Berliner Landgericht III, in der Spezialkammer für unlauteren Wettbewerb, aus. Außerdem war er Aufsichtsratsmitglied der Triton-Werke und der Bank für Keramische-Industrie. Während des Ersten Weltkriegs war Blumenfeld im Kreisausschuss für Öle und Fette tätig.
Ende der 1920er Jahre versuchte Blumenfeld, in Zusammenarbeit mit den Werkstätten Puhl & Wagner – Gottfried Heinersdorf (Berlin-Neukölln) sowie John Martens (Bunzlau) die dekorative Verbindung von Klinker und Mosaik als neue Gestaltungsmöglichkeit auf den Markt zu bringen. Erstmals ausgeführt wurde dieses als Schlesisches Mosaik bezeichnete und maßgeblich von John Martens in seiner Bunzlauer Keramikwerkstatt entwickelte Klinkermosaik 1928 im Neubau der Oberpostdirektion Berlin in Berlin-Charlottenburg (Architekt Oberpostbaurat Willy Hoffmann). Eine Weiterentwicklung dieser neuartigen Keramiken wurde durch die Weltwirtschaftskrise verhindert.
Auf Grund eines 1930 erlittenen Schlaganfalls musste sich Richard Blumenfeld aus der Leitung seines Unternehmens zurückziehen und erhielt als Vorstandsmitglied ein Ruhegehalt. Nachdem er sich weitgehend von den Folgen des Schlaganfalls erholt hatte, versuchte er wieder seinen Posten als leitender Direktor der Richard Blumenfeld Veltener Ofenfabrik AG anzutreten, was aber seitens einiger leitender Angestellter, die schon vor 1933 insgeheim eine nationalsozialistische Betriebszelle der NSBO gegründet hatten, verhindert wurde. Die Nationalsozialisten hatten schon früh auch in der Veltener Ofen- und Keramikindustrie an großem Einfluss gewonnen. Am 15. August 1933 wurde die Richard Blumenfeld Veltener Ofenfabrik AG von den Nationalsozialisten „arisiert“, die Firma wurde in Veltener Ofen- und Keramik AG (VELTAG) abgeändert. Richard Blumenfeld wurde gezwungen, aus dem Aufsichtsrat der VELTAG auszuscheiden und alle Aktien abzutreten.
Richard Blumenfelds Ehefrau Hedwig (Klara Bertha) Blumenfeld geb. Kersten war Nichtjüdin (eine sogenannte Arierin). Kurz vor der Hochzeit ließ sich Richard Blumenfeld, aus Rücksicht auf seine christlichen Schwiegereltern, in der evangelischen Gnadenkirche in Berlin-Mitte taufen. Der Taufschein, das sogenannte Entree-Billett, nützte ihm aber unter den Nationalsozialisten recht wenig. Ihr älterer Sohn Werner Blumenfeld, Chemiker und bis 1933 Prokurist der Richard Blumenfeld Veltener Ofenfabrik AG war ebenso verheiratet mit einer sogenannten Arierin, nämlich der Tochter des Ofenfabrikanten Adolf Mönninghoff, er und sein jüngerer Bruder Heinz Blumenfeld galten auf Grund der sogenannten Nürnberger Rassegesetze als „jüdische Mischlinge ersten Grades“, die Ehe von Richard und Hedwig Blumenfeld als „privilegierte Mischehe“.
Versuche der Familie, Ende der 1930er Jahre aus Deutschland in die Niederlande zu emigrieren, scheiterten. Nach den Novemberpogromen 1938 pressten die Nationalsozialisten von Richard Blumenfeld eine hohe Geldsumme für die sogenannte Judenvermögensabgabe ab.
Richard Blumenfeld wurde gezwungen, bei der Polizei die „Judenkennkarte“ zu beantragen und den Zusatznamen „Israel“ anzunehmen. Sein Sohn Werner wurde nach dem Novemberpogrom in den berüchtigten Folterkellern des Gestapohauptquartiers in der Wilhelmstraße in Berlin-Mitte inhaftiert. Seine zweite Inhaftierung durch die Nationalsozialisten erfolgte 1943, da Werner Blumenfeld sich bis dahin geweigert hatte, seine letzten Aktienanteile abzuliefern. Auch sein Bruder Heinz musste als sogenannter „Halbjude“ Demütigungen ertragen.
Am 25. August 1943 erlag Richard Blumenfeld einem Herzinfarkt im Haus seines Sohnes, dem Chemiker Werner Blumenfeld, in Berlin-Frohnau, Horandweg 14.
Werner und Heinz Blumenfeld wanderten nach der Befreiung vom NS-Regime in die USA, bzw. nach Großbritannien aus und änderten ihre Familiennamen in Bentler.

## Verweise